# Costa del Tossal
La Costa del Tossal és una costa de muntanya del terme municipal de Gavet de la Conca, al Pallars Jussà, en el territori de l'antic terme de Sant Salvador de Toló.
Es tracta de la costa que constitueix tot el vessant de ponent de la Serra de la Campaneta, al sud-oest del poble de Sant Salvador de Toló i al sud-est de Presquiró.